# Öcsi (novella)
Az Öcsi (Kid Brother) egy sci-fi novella, amelyet Isaac Asimov írt. Angolul a Gold novelláskötetben, magyarul egyelőre csak az Isaac Asimov teljes Alapítvány–Birodalom–Robot univerzuma I. kötet című könyvben olvasható.
|  | Alább a cselekmény részletei következnek! |

## Történet
A novella 2120-ban játszódik, és a robotok megszeretésének, túlértékelésének veszélyességét mutatja be. A történet a Janowitz család fejének vallomása.
A család régóta szeretett volna egy második gyereket Charlie mellé, de kérelmüket mindig elutasították. Az anyának, Josie-nak az az ötlete támad, hogy venni kéne Charlie-nak egy robotöcsöt, "Öcsi"-t. A férj először ellenzi az ötletet, de végül belemegy. Az asszony gyorsan megszereti a robotot, ami nem is csoda, hiszen Charlie agresszív gyerek, s nem hallgat rá, szemben Öcsivel, akibe bele van programozva az udvariasság.
Két évvel később leég a család háza, mialatt a férj dolgozik, az asszonynak pedig választania kell, melyik fiát menti meg. Amikor férje megtudja, hogy Josie a robotot választotta, idegrohamot kap és megfojtja a feleségét.

### Megjegyzés
- Asimov itt egy kicsit következetlen volt, ugyanis ha a robot engedelmeskedik a robotika három törvényének, akkor ő magának kéne kimenteni az embereket a házból, nem pedig megvárni, amíg kimentik.
- Hasonló történet szerepel Steven Spielberg A.I. c. filmjében.

| Előző                   | Sorozat                                               | Következő  |
| ----------------------- | ----------------------------------------------------- | ---------- |
| Karácsony Rodney nélkül | Robot sorozat Alapítvány–Birodalom–Robot regényciklus | A fényvers |